# بينينو أندرادي
بينينو أندرادي هو عامل مناجم ونقابي وسياسي إسباني، ولد في 22 أكتوبر 1908 في As Foucellas ‏ في إسبانيا، وتوفي في 7 أغسطس 1952 في لا كورونيا في إسبانيا.